# Armando Lezcano
Armando Lezcano (Buenos Aires, Argentina, 25 de febrero de 1988) es un futbolista argentino que se desempeña como delantero, actualmente en Deportivo Español de la Primera C.

## Clubes
| Club                      | País      | Año         |
| ------------------------- | --------- | ----------- |
| Boca Juniors (inferiores) | Argentina | 2008 - 2009 |
| Hapoel Ra'anana           | Israel    | 2009 - 2011 |
| San Telmo                 | Argentina | 2011 - 2012 |
| Deportivo Moron           | Argentina | 2012        |
| San Telmo                 | Argentina | 2013        |
| Deportivo Armenio         | Argentina | 2014        |
| Unión San Felipe          | Chile     | 2014 - 2015 |
| Dock Sud                  | Argentina | 2015        |
| Central Córdoba           | Argentina | 2016        |
| Deportivo Laferrere       | Argentina | 2016 - 2017 |
| Midland                   | Argentina | 2017 - 2018 |
| Sportivo Italiano         | Argentina | 2018 - 2019 |
| Deportivo Español         | Argentina | 2019 - ?    |